# Ајндховен
Ајндховен (хол. Eindhoven, слушајⓘ, брабантски дијалект Eindoove) је град на југоистоку Холандије у провинцији Северни Брабант.
Ајндховен је пети по величини град у Холандији, са преко 230.000 становника (2020) и површином од 88,84 km². Шире урбано подручје има 440.000 становника и простире се на 540 km². Град је познат по имиграцији, то јест по великом броју становника којима бар један од родитеља није рођен у Холандији (26%). Град је познат по фудбалском клубу ПСВ Ајндховен, вишеструком прваку Холандије (20 титула), победнику Лиге европских шампиона 1988. и купа УЕФА 1978.

## Историја
Ајндховен се први пут у записима помиње 1232, када је брабантски војвода Хендрик I доделио градске привилегије месту Ендеховен са 170 кућа и бедемом на ушћу два потока. Име града значи „крајња поља“.
Град, који се временом увећавао, уништиле су 1486. трупе из Гелдерланда. Нове снажније зидине и замак су подигнути 1502, међутим 1543. град је поново уништен. Велики пожар 1554. је уништио 75% кућа, које су обновљене до 1560. За време Холандске револуције Ајндховен је прелазио више пута из холандских у шпанске руке, а део Холандије је дефинитивно постао тек 1629.
Индустријска револуција је препородила Ајндховен. Изграђени су канали, путеви и пруге који су повезали град са околним регијама. У прво време индустрија града се концентрисала на дуван и текстил, али је највећи узлет доживела појавом гиганта електро-индустрије, компаније Филипс. Филипс је у Ајндховену отворио фабрику сијалица 1891.
Велики прилив радника допринео је томе да се 1920. Ајндховен прошири на пет суседних општина, на све четири стране света. У двадесетом веку индустрија се проширила на област производње возила (компанија ДАФ, Van Doorne's Automobiel Fabriek), док су индустрије дувана и текстила одумирале.
Велика бомбардовања у Другом светском рату, нарочито у току операције Маркет гарден, уништила су велике делове града. После рата град није обнављао стара здања, већ је радикално променио лик користећи савремену архитектуру.

## Географија

### Клима
| Клима (Ајндховен)           | Клима (Ајндховен) | Клима (Ајндховен) | Клима (Ајндховен) | Клима (Ајндховен) | Клима (Ајндховен) | Клима (Ајндховен) | Клима (Ајндховен) | Клима (Ајндховен) | Клима (Ајндховен) | Клима (Ајндховен) | Клима (Ајндховен) | Клима (Ајндховен) | Клима (Ајндховен) |
| Показатељ \ Месец           | .Јан.             | .Феб.             | .Мар.             | .Апр.             | .Мај.             | .Јун.             | .Јул.             | .Авг.             | .Сеп.             | .Окт.             | .Нов.             | .Дец.             | .Год.             |
| --------------------------- | ----------------- | ----------------- | ----------------- | ----------------- | ----------------- | ----------------- | ----------------- | ----------------- | ----------------- | ----------------- | ----------------- | ----------------- | ----------------- |
| Апсолутни максимум, °C (°F) | 15,2 (59,4)       | 18,9 (66)         | 22,1 (71,8)       | 28,0 (82,4)       | 32,5 (90,5)       | 34,4 (93,9)       | 35,8 (96,4)       | 35,8 (96,4)       | 30,2 (86,4)       | 27,0 (80,6)       | 18,6 (65,5)       | 16,2 (61,2)       | 35,8 (96,4)       |
| Просек, °C (°F)             | 2,8 (37)          | 3,1 (37,6)        | 6,0 (42,8)        | 8,6 (47,5)        | 13,1 (55,6)       | 15,6 (60,1)       | 17,6 (63,7)       | 17,5 (63,5)       | 14,3 (57,7)       | 10,4 (50,7)       | 6,1 (43)          | 4,0 (39,2)        | 9,9 (49,8)        |
| Средњи минимум, °C (°F)     | 0,0 (32)          | −0,2 (31,6)       | 1,9 (35,4)        | 3,6 (38,5)        | 7,7 (45,9)        | 10,3 (50,5)       | 12,3 (54,1)       | 12,0 (53,6)       | 9,7 (49,5)        | 6,4 (43,5)        | 3,0 (37,4)        | 1,3 (34,3)        | 5,7 (42,3)        |
| Апсолутни минимум, °C (°F)  | −20,8 (−5,4)      | −14,2 (6,4)       | −14,7 (5,5)       | −5,9 (21,4)       | −1,9 (28,6)       | 0,4 (32,7)        | 2,9 (37,2)        | 3,6 (38,5)        | −0,4 (31,3)       | −5,4 (22,3)       | −9,5 (14,9)       | −17,4 (0,7)       | −20,8 (−5,4)      |
| [ тражи се извор ]          |                   |                   |                   |                   |                   |                   |                   |                   |                   |                   |                   |                   |                   |

## Становништво
Према процени, у граду је 2008. живело 201.728 становника.
| 1980.   | 1990.   | 2000.   | 2008.   |
| ------- | ------- | ------- | ------- |
| 194,451 | 191,467 | 201,728 | 210,456 |